# Adam Assimi
Adam Assimi – beniński lekkoatleta, średniodystansowiec, uczestnik Letnich Igrzysk Olimpijskich 1980.

## Kariera sportowa
Podczas Letnich Igrzysk Olimpijskich 1980 wystąpił w biegu na 800 metrów. W eliminacjach uzyskał czas 1:59,9, co nie dało mu awansu do następnej rundy.

## Rekordy życiowe
| Dystans    | Wynik (s) | Data |
| ---------- | --------- | ---- |
| 800 metrów | 1:57,94   | 1987 |